# Urophora agromyzella
Urophora agromyzella
 es una especie de insecto díptero. Mario Bezzi lo describió científicamente por primera vez en el año 1924.
Esta especie pertenece al género Urophora de la familia Tephritidae.